# 오바야시 겐쇼
오바야시 겐쇼(일본어: 大林 賢将, 1982년 1월 27일~)는 일본의 남자 보디빌더이자 프로레슬링 선수로, 제우스(ゼウス)라는 이름으로도 알려져 있다.
한국 이름은 김본우(金繁優)이며, 2011년 일본으로 귀화했다.